# Намісництво (Росія)

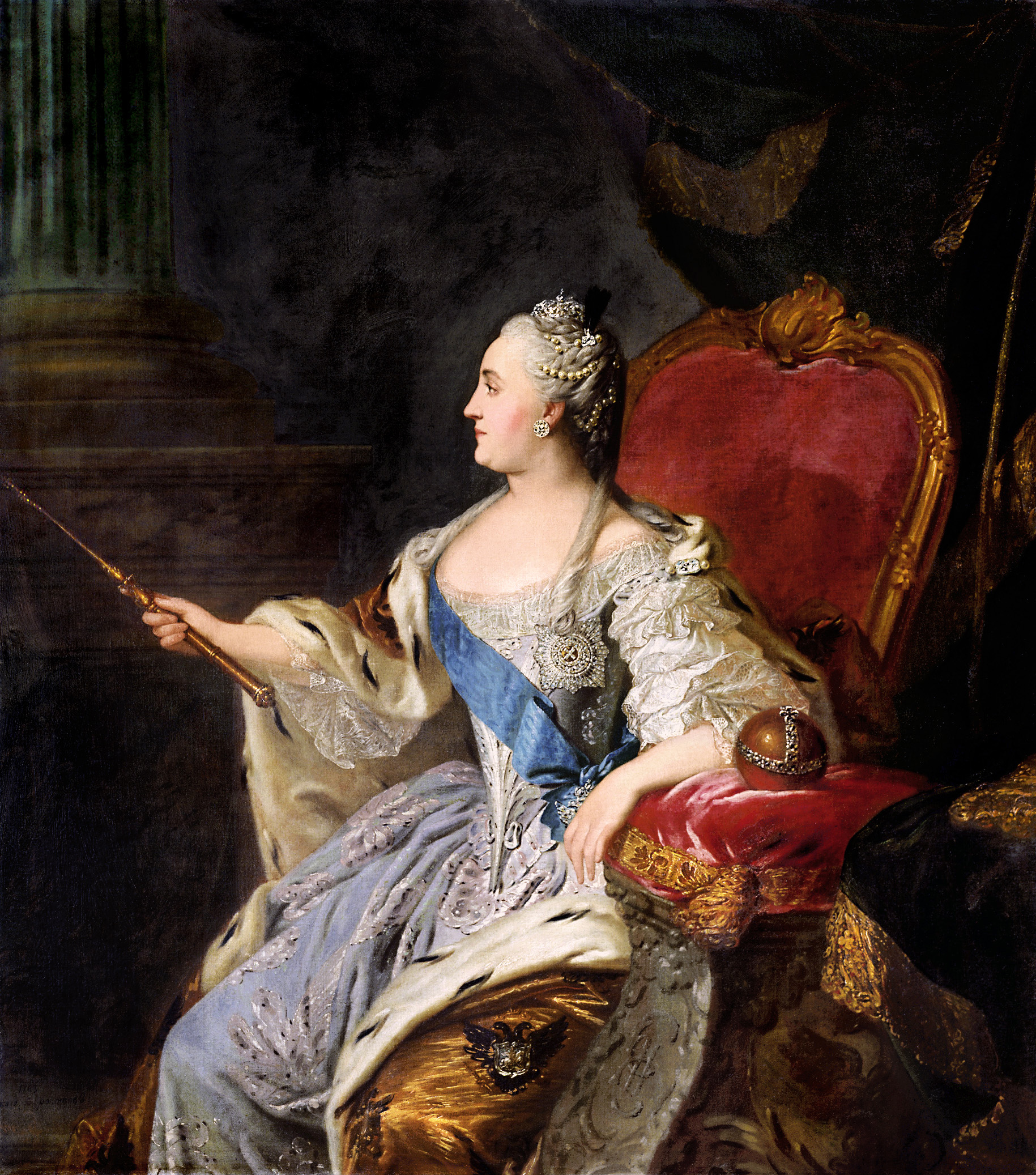
Катерина II, авторка адміністративної реформи.

Намі́сництво (рос. наместничество) — адміністративно-територіальна одиниця в Російській імперії 1776 — 1796 роках. Створені за указами імператриці Катерини II. Очолювавлися «государєвими намісниками» (рос. государев наместник) — генерал-губернаторами, що контролювали декілька намісництв одночасно. Господарськими справами намісництв займалися «правителі намістицтва» (рос. правитель наместничества). 1796 року ліквідовані імператором Павлом І, замінені на губернії.

## Реформа 1775
В ході реформи майже вдвічі збільшено кількість губерній (з 23 за станом на 1775 до 41 у 1780 та 50 до кінця 18 ст.), ліквідовано провінції. При запровадженні нового адміністративного поділу ігнорувалися економічні зв'язки та національні особливості населення тих чи інших місцевостей Російської імперії. Основою нового поділу стала визначена кількість населення (ревізьких душ) для одиниці адміністративно-територіального поділу – 300–400 тис. для губерній та 20–30 тис. для повіту. 2–3 губернії складали намісництво на чолі з намісником, який наділявся надзвичайними повноваженнями та був підзвітний імператриці.
Адміністративно-поліцейські функції в губерніях були покладені на губернаторів, губернське правління та "приказы общественного призрения" (колегіальні органи); фінансово-господарчі – на казенну палату; судові – на палати кримінального й цивільного суду, совісний суд, а також на різні види місцевих станових (див. Стани) судів. Була створена також система прокурорського нагляду.
В Україні адміністративна реформа була проведена після ліквідації 1781 традиційного адміністративного поділу на полки. Вільні козаки були перетворені на державних селян, а представники козацької старшини злилися з російським дворянством.

## Намісництва

### За Катерини II
|  | Назва                          | Рік       |
|  | ------------------------------ | --------- |
|  | Архангельське намісництво      | 1784      |
|  | Брацлавське намісництво        | 1793—1796 |
|  | Виборзьке намісництво          | 1783—1796 |
|  | Віленське намісництво          | 1795—1796 |
|  | Вознесенське намісництво       | 1795—1796 |
|  | Волинське намісництво          | 1795—1796 |
|  | Вологодське намісництво        | 1780—1796 |
|  | Володимирське намісництво      | 1778—1796 |
|  | Воронізьке намісництво         | 1779—1796 |
|  | Вятське намісництво            | 1780—1796 |
|  | Заславське намісництво         | 1793—1795 |
|  | Іркутське намісництво          | 1783—1796 |
|  | Кавказьке намісництво          | 1785—1796 |
|  | Казанське намісництво          | 1781—1796 |
|  | Калузьке намісництво           | 1776—1796 |
|  | Катеринославське намісництво   | 1783—1796 |
|  | Київське намісництво           | 1781—1796 |
|  | Коливанське намісництво        | 1782—1796 |
|  | Костромське намісництво        | 1778—1796 |
|  | Курляндське намісництво        | 1795—1796 |
|  | Курське намісництво            | 1779—1796 |
|  | Мінське намісництво            | 1795—1796 |
|  | Могильовське намісництво       | 1777—1796 |
|  | Нижньогородське намісництво    | 1779—1796 |
|  | Новгородське намісництво       | 1776—1796 |
|  | Новгород-Сіверське намісництво | 1781—1796 |
|  | Олонецьке намісництво          | 1784—1796 |
|  | Орловське намісництво          | 1778—1796 |
|  | Пензенське намісництво         | 1780—1796 |
|  | Пермське намісництво           | 1781—1796 |
|  | Подільське намісництво         | 1795—1796 |
|  | Полоцьке намісництво           | 1777—1796 |
|  | Ревельське намісництво         | 1783—1796 |
|  | Ризьке намісництво             | 1783—1796 |
|  | Рязанське намісництво          | 1778—1796 |
|  | Саратовське намісництво        | 1781—1796 |
|  | Симбірське намісництво,        | 1780—1796 |
|  | Слонімське намісництво         | 1796      |
|  | Смоленське намісництво         | 1775—1796 |
|  | Тамбовське намісництво         | 1779—1796 |
|  | Тверське намісництво           | 1775—1796 |
|  | Тобольське намісництво         | 1782—1796 |
|  | Тульське намісництво           | 1777—1796 |
|  | Уфімське намісництво           | 1781—1796 |
|  | Харківське намісництво         | 1780—1796 |
|  | Чернігівське намісництво       | 1781—1796 |
|  | Ярославське намісництво        | 1777—1796 |

### Інші
- Кавказське намісництво, 1844—1881, 1905—1917 (Тифліс)
- Намісництво Далекого Сходу, 1903-1905